# Misantropo (Bruegel)
Il Misantropo è un dipinto a tempera su tela (86x85 cm) di Pieter Bruegel il Vecchio, datato 1568 e conservato nel Museo nazionale di Capodimonte di Napoli. È firmato "BRVEGEL 1568".

## Storia
L'opera, assieme alla Parabola dei ciechi, si trovava nella collezione del conte Giovanni Battista Masi a Parma, ma non si sa come vi fosse pervenuta. Nel 1611 venne confiscata dai Farnese in seguito a una congiura e nel 1734 giunse a Napoli con tutta l'eredità farnesiana.
Riguardo ad alcuni dettagli della scena, quali la data e l'uomo nel globo di cristallo, vi è incertezza sull'autenticità della mano del Bruegel. A tal punto, vi potrebbe essere la possibilità che questi elementi siano frutto del lavoro di un aiuto.

## Descrizione e stile
In basso una scritta in fiammingo chiarisce il soggetto della piccola tela:
A differenza della maggior parte delle opere di Bruegel sono qui mostrate sinteticamente due figure principali, in primo piano e isolate dal paesaggio di sfondo. Un uomo anziano, dalla lunga barba bianca, procede silenzioso e mesto con le mani incrociate, indossando una cappa scura con cappuccio. Dietro di lui un ometto vestito da straccione, dal volto grottesco e dentro un globo trasparente con la croce sulla sommità, chiarissima metafora del Mondo, gli sta tagliando via una borsa per derubarlo; ma il sacco ha l'evidente forma di un cuore umano, simboleggiando quindi la delusione e l'inaridimento dei sentimenti che la vita nella società comporta. Le spine e il fungo velenoso che poi si trovano davanti all'uomo simboleggiano il pericolo del suo cammino. Ne esce quindi una visione molto pessimistica della vita e dell'umanità, un po' come nella Parabola dei ciechi che si trova nello stesso museo e che ne condivide, oltre che la storia e la tecnica esecutiva, l'ipotesi di datazione.
La figura del misantropo svetta al centro del tondo, costituendo un solido volume che stacca rispetto al paesaggio dai colori caldi. Qui si vedono un pastore tra il suo gregge e un mulino a vento tra campi e zone boschive.